# Amerigo Cacioni
Amerigo Cacioni (Tivoli, 3 maggio 1908 – Caracas, 12 dicembre 2005) è stato un ciclista su strada italiano.
Professionista dal 1928 al 1934.

## Carriera
Da dilettante vinse la Coppa Federzoni nel 1927, la Coppa Ottorino Celli nel 1930 e la Coppa Gherardi nel 1931. Professionista dal 1929 al 1934, fu decimo al Giro d'Italia 1930 e partecipò al Giro d'Italia 1932. Partecipò al Tour de France 1932, ritirandosi nella decima tappa dopo esser transitato per primo sul Colle del Puymorens nella sesta tappa.

## Piazzamenti

### Grandi Giri
- Giro d'Italia

1930: 10º
1931: 19º
1932: 23º
- Tour de France

1932: ritirato

### Classiche monumento
- Giro di Lombardia

1930: 22º